# Phoutthasay Khochalern
Phouttasay Khochalern (in lao ພຸດທະໄຊ ໂຄຈະເລີນ; Soununtha, 29 dicembre 1995) è un calciatore laotiano, centrocampista del Thap Luang United e della nazionale laotiana.

## Palmarès

### Club

#### Competizioni nazionali
- Campionato laotiano: 1

Lanexang United: 2016